# Сан Марино на Светском првенству у атлетици у дворани 2022.
Сан Марино је тринаести пут учествовао на 18. Светском првенству у атлетици у дворани 2022. одржаном у Београду од 18. до 20. марта. Репрезентацију Сан Марина представљао је 1 атлетичар који се такмичио у трци на 60 метара.,
На овом првенству такмичар Сан Марина није освојио ниједну медаљу нити је остварио неки резултат јер није ни статовао.

## Учесници
Мушкарци:
- Франческо Сансовино — 60 м

## Резултати

### Мушкарци
| Атлетичар           | Дисциплина | Лични рекорд | Квалификације  | Квалификације  | Полуфинале           | Полуфинале           | Финале               | Финале               | Детаљи |
| Атлетичар           | Дисциплина | Лични рекорд | Резултат       | Место          | Резултат             | Место                | Резултат             | Место                | Детаљи |
| ------------------- | ---------- | ------------ | -------------- | -------------- | -------------------- | -------------------- | -------------------- | -------------------- | ------ |
| Франческо Сансовино | 60 м       | 6,70         | Није стартовао | Није стартовао | Није се квалификовао | Није се квалификовао | Није се квалификовао | Није се квалификовао |        |